# Tim Howard
Timothy Matthew "Tim" Howard (North Brunswick Township, 6 de março de 1979) é um ex-futebolista estadunidense que atuava como goleiro.
Seu talento foi descoberto em 2001 pelo treinador de goleiros Tony Coton. Howard começou a sua carreira com o North Jersey Imperials antes de se transferir para o MetroStars. Suas aparições logo atraíram a atenção do Manchester United, que o contratou em 2003. Ele teve um grande sucesso no Manchester United, no entanto, após o United assinar com Edwin van der Sar, Howard saiu por empréstimo para o Everton para obter mais tempo de jogo. Em fevereiro de 2007 Howard assinou um contrato definitivo com o time de Everton. Na temporada 2011-2012, o goleiro marcou o primeiro gol de sua carreira, em uma partida contra o Bolton, onde sua equipe foi derrotada por 2 a 1 (aliás, ele foi o único a não vibrar do gol, julgando-o "cruel"). Com o gol, ele se tornou o quarto goleiro na história da Premier League a marcar um gol, tendo sido os outros três: Peter Schmeichel, Paul Robinson e Brad Friedel.
Tim Howard atuou pela última vez pelo Colorado Rápida no dia 6/10/2019. Onde seu time foi derrotado por 2 X 1 pelo Los Angeles FC

## Clubes

### MetroStars/New York Red Bulls
Depois de apenas seis aparições com o North Jersey Imperials , Tim Mulqueen, que na época era o treinador de goleiros do MetroStars trouxe Howard para o clube.
Howard foi vitorioso em sua estréia na MLS com o MetroStars em 18 de agosto de 1998, fazendo cinco defesas na vitória por 4-1 sobre a Colorado no Giants Stadium (na sua única aparição do ano).
Com o MetroStars durante a temporada de 1999, ele fez oito aparições. Howard venceu apenas uma partida em uma temporada na qual o MetroStars venceu apenas sete jogos. Ele passou a maior parte da temporada defendendo a seleção americana sub 20, deixando o clube em abril para competir no Mundial sub 20 de 1999 na Nigéria, e em julho para jogar no Pan-americano do Canadá. Em 2001 ele se tornou o mais jovem jogador a ganhar o prêmio de melhor goleiro da mls.
Howard jogou em 27 dos 28 jogos da temporada regular em 2002. Antes de abandonar o MetroStars, em 2003, ele apareceu em treze jogos.

### Everton
Passou grande parte da sua carreira emprestado ao Everton onde fez mais de 370 jogos e onde marcou inclusive 1 golo.
Emprestado pelo Manchester United inicialmente por 2 anos, assinou um contrato permanente com o Everton em fevereiro de 2007, onde jogou até 2016, até ser vendido ao Colorado Rapids. Passou mais de 10 épocas no Everton.

### Colorado Rapids
Chegou ao Colorado Rapids em Junho de 2016, voltando assim ao seu país Estados Unidos e a MLS.

## Títulos
Manchester United
- Copa da Liga Inglesa: 2006
- Supercopa da Inglaterra: 2003

Seleção Norte-Americana
- Copa Ouro da CONCACAF: 2007, 2013, 2017

Individuais
- Luva de Ouro da Copa das Confederações de 2009